# 劉忠 (成化戊戌進士)
刘忠（1452年—1523年），字司直，號野亭，河南陳留（今属河南開封市）人。明朝政治人物，官至大學士。

## 生平
成化十四年（1478年），登進士，改庶吉士，授翰林院編修。弘治四年（1491年），編撰《憲宗實錄》，遷侍講，直經筵，兼侍東宮講讀。九年後，升侍讀學士。
明武宗繼位後，升翰林院學士，掌管翰林院。正德二年（1507年），劉瑾專權，劉忠上疏勸阻，與劉瑾交惡，外任南京禮部左侍郎、南京禮部尚書。改南京吏部尚書。期間彈劾官吏千人。正德五年，改吏部尚書兼翰林學士，期間兩次上疏乞求致仕，不予批准。劉瑾被誅殺后，以本官兼文淵閣大學士，入明朝內閣參贊機務。僅隔數日，因平定寧夏有功，加少傅兼太子太傅。
劉瑾伏誅，張永、魏彬等人擅政，大臣爭相投靠，唯獨劉忠不予照顧。張永派遣廖鵬等去見劉忠，在路上遇到，劉忠拒絕其饋贈物品，於是兩人交惡。前後乞休疏七八上，皆被明武宗慰留。次年，命典會試。后乞省墓，抵家，再上章乞致仕，報許。明世宗繼位后，屢次舉薦均不起用。嘉靖二年卒（1523年），年七十二歲。贈太保，謚文肅。

## 家族
曾祖劉濂；祖劉亨；父劉達，國子學正。具庆下。